# Striegistal
Striegistal település Németországban, azon belül Szászország tartományban. Lakosainak száma 4606 fő (2023. december 31.). Striegistal Kriebstein, Oberschöna, Hainichen és Großschirma községekkel határos.

## Népesség
A település népességének változása:
| Lakosok száma | 4650 | 4600 | 4562 | 4546 | 4606 |
|               | 2017 | 2019 | 2021 | 2022 | 2023 |